# Rhian Dodds
Rhian Michael Dodds (ur. 3 października 1979 w Irvine) – kanadyjski piłkarz pochodzenia szkockiego występujący na pozycji pomocnika.

## Kariera klubowa
Dodds swoją karierę piłkarską rozpoczął w drużynie Robert Morris Colonials na uniwersytecie Robert Morris University w Pensylwanii. W 2003 roku dołączył do szkockiego zespołu Kilmarnock. W Scottish Premier League zadebiutował 18 października 2003 w wygranym 3:2 pojedynku z Dunfermline Athletic. 21 maja 2005 w spotkaniu z tym samym zespołem, które zakończyło się wynikiem 4:0, strzelił swojego pierwszego gola w Scottish Premier League. W 2007 roku dotarł z klubem do finału Puchar Ligi Szkockiej, jednak Kilmarnock przegrał tam 1:5 z Hibernianem. Cały sezon 2008/2009 Dodds spędził na wypożyczeniu w Dundee F.C. ze Scottish Division One, gdzie wystąpił w 4 spotkaniach.
W 2010 roku przeniósł się do kanadyjskiego zespołu Hamilton Croatia, rywalizującego w amatorskiej lidze HDPSL Elite Division.

## Kariera reprezentacyjna
Dodds ma na koncie jeden występ w reprezentacji Kanady U-20. W 2007 roku otrzymał powołanie do pierwszej reprezentacji Kanady na Złoty Puchar CONCACAF. Nie zagrał jednak na nim ani razu, a Kanada zakończyła turniej na fazie grupowej.